# Jan Terlouw
Jan Cornelis Terlouw (Kamperveen, 15 de noviembre de 1931- 16 de mayo de 2025) fue un escritor, político y físico holandés.

## Biografía
Terlouw es el mayor de cinco hermanos. Su infancia transcurrió entre las ciudades de Garderen y Wezep debido al oficio de padre, que era predicador. En 1948 comenzó la carrera de Matemáticas y Física en la Rijksuniversiteit de Utrecht, tras la cual ejerció la investigación durante trece años. En 1964 pasó a dedicarse a la investigación de la energía termonuclear. En 1970 publicó sus primeros libros, Pjotr y El Tío Willibrord, y se convirtió en miembro activo del ayuntamiento.
El mismo año se presentó a la Segunda Cámara por el partido D66, del que pasó a ser copresidente dos años más tarde. Bajo su presidencia el partido remontó en popularidad y en 1981 ganó ampliamente las elecciones. Terlouw fue nombrado Ministro de Asuntos Económicos y Vicepresidente en el segundo y tercer mandato de Van Agt, pero la última legislatura tuvo una vida corta. Terlouw consideró el haber aceptado a Joop den Uyl como ministro de Asuntos Sociales como "el mayor error en su carrera política".
Después del fracaso electoral del D66 en 1982 abandonó la política, trasladándose un año más tarde a París como secretario general de la Conferencia de Ministros de Transporte Europeos. En 1991 fue nombrado Comisario del Reino en la provincia holandesa de Güeldres. Se jubiló a finales de 1996 y fue elegido en 1999 senador de la Primera Cámara.
Terlouw contrajo matrimonio con Alexandra van Huls, tuvieron 4 hijos. 

## Obra literaria
Terlouw ha escrito un número considerable de libros, principalmente para el público infantil y juvenil. Sus ideas políticas se reflejan en éstos, que a menudo tratan temas de actualidad como el medio ambiente, la política o la historia. El autor muestra que siempre existe más de un punto de vista, y que hay que examinar los problemas desde varios ángulos antes de tomar una decisión. Sus protagonistas son jóvenes inventivos, que solucionan sus problemas de manera original. Los libros de Jan Terlouw han sido premiados en varias ocasiones y traducidos a otras lenguas.

### Obras y traducciones
- 1970 Oom Willibrord (El tío Willibrord, 1987)
- 1970 Pjotr (Piotr, 1987)
- 1971 Bij ons in Caddum
- 1971 Koning van Katoren (El rey de Katoren, 1983)
- 1972 Oorlogswinter (Invierno en tiempo de guerra, 1986)
- 1973 Briefgeheim (La carta en clave, 1990)
- 1975 De nieuwe trapeze
- 1976 Oosterschelde
- 1978 De derde kamer
- 1983 De kloof (El precipicio, 1987)
- 1986 Gevangenis met een open deur (Barrotes de bambú, 1988)
- 1989 De kunstrijder
- 1993 De uitdaging en andere verhalen
- 1998 Eigen rechter
- 2005 Herfstdagboek
- 2010